# Manufacture de velours et coton Cosserat
La manufacture de velours et coton Cosserat est une ancienne manufacture textile située à Amiens dans le département de la Somme.

## Histoire
En 1762, Honoré Matifas introduit à Amiens la fabrication de velours de coton.
La manufacture est inscrite partiellement au titre des monuments historiques par arrêté du 11 juin 2001. La protection concerne les façades et toitures des bâtiments anciens, ainsi que les dispositions intérieures de la salle des machines, et enfin le monuments aux morts de l'entreprise.

## Description
La manufacture Cosserat est installée au nord-ouest d'Amiens, en bordure de la Somme et à la confluence avec la Selle, face à l’île Sainte-Aragonne. Un bras de la Selle canalisé traverse la manufacture et alimente une roue à aubes. Vers 1870, les ateliers sont principalement situés entre la Somme et la Selle, avant de s'étendre au sud de la Selle.

### Principaux bâtiments historiques
Le plan ci-dessous indique les principaux bâtiments du XIXe siècle sur le site tel qu'il était en 2022, avant sa transformation.

#### Bâtiments généraux
- Le réfectoire (repère A sur le plan), est un long bâtiment d'un seul niveau dont le toit est surmonté d'un clocheton carré équipé d'une horloge, au-dessus de laquelle une plaque indique l'année de sa construction : 1891
- La maison du gardien (B) est une maisonnette en briques à deux étages (dont un sous le toit) situé au droit de la grille d'entrée
- La maison du directeur (C), est une maisonnette similaire mais doublée de volume, entourée d'un jardin
- Le monument aux morts (D) est élevé dans la cour principale après la première guerre mondiale. Une plaque liste par année les noms des ouvriers des Établissements Cosserat morts pour la France. La première ligne fait figurer le nom de Jean Cosserat (1895-1915)
- Les bureaux administratifs (E) étaient installés dans un bâtiment en briques construit en 1886
- Une roue à aubes Sagebien (F) est entraînée par la Selle, laquelle se franchit par un petit pont permettant d'accéder à la seconde cour
- La coopérative (G), construite en 1890
- Les écuries (H), construites en 1889

#### Bâtiments industriels
- L'atelier de tissage du velours, dite "salle des 500 métiers" (n°1), est construite entre 1886 et 1891. Début 2022, seuls les façades et les poutres métalliques soutenues par des piliers sont encore en place.
- Le bâtiment aujourd'hui désaffecté qui abritait la salle des machines à vapeur, aussi appelée "cathédrale" (repère n°2), est un haut bâtiment en briques rouges et blanches sur le fronton duquel on peut lire l'inscription "Manufacture de velours". 1891, sa date de construction, est inscrite de part et d'autre du fronton qui surmonte une façade architecturalement plus travaillée, munie d'une grande verrière à armature métallique. Les deux machines étaient installées dans une vaste salle à l'étage, qui sera surmontée d'une verrière en 1931 à la suite d'un incendie ayant détruit l'ancien plafond
- Atelier du tissage des toiles et de l'ourdissage (n°4), construit en 1857 tout comme le bâtiment abritant la machine à vapeur (n°3)
- Bâtiment des chaudières (n°5) (1893 à 1903), encore équipé de sa cheminée de briques

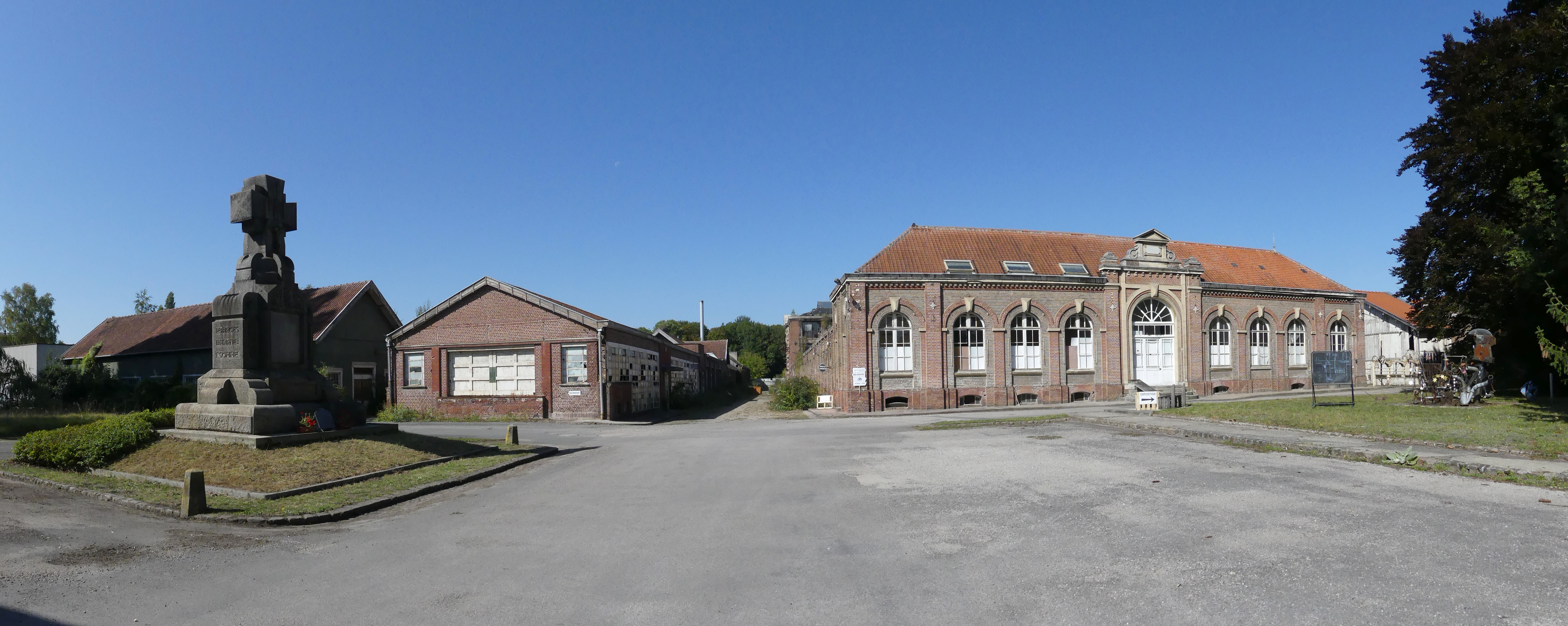
Cour principale la manufacture en septembre 2019, avec le monument aux morts à gauche, la rue principale de l'usine au centre et les bureaux administratifs à droite.

À la fin du XIXe siècle, la manufacture comportait d'autres ateliers (séchoirs, coupe du velours, blanchiment, teinturerie, encollage) dont les bâtiments ont été par la suite détruits ou transformés.

### Ouvrages
- De Cosserat Tu Causeras[réf. incomplète]

### Revues, articles et divers
- Gabrielle Molitor, « Les industries d'Amiens », Annales de géographie, vol. 41, no 233,‎ 1932, p. 449-459 (DOI 10.3406/geo.1932.10731, lire en ligne, consulté le 9 septembre 2020).